# Kay Jørgensen
Kay Sloth Friis Jørgensen, más conocido como Kay Jørgensen (Nykøbing Falster, 18 de febrero de 1946) es un exjugador de balonmano danés que jugó como portero. Fue un componente de la Selección de balonmano de Dinamarca.
Con la selección logró la medalla de plata  en el Campeonato Mundial de Balonmano Masculino de 1967, la primera en la historia del balonmano danés. Además, participó en los Juegos Olímpicos de Múnich 1972 y en los Juegos Olímpicos de Montreal 1976. Jugó en el IF Stjernen danés.

## Clubes
- IF Stjernen